# Kitty Swink
Kathryn A. „Kitty“ Swink (* 22. Oktober 1954 in Portland, Oregon) ist eine US-amerikanische Schauspielerin.

## Leben
Swink spielte unter anderem in den Filmen Patty (1988), The Works (2004), I Am I (2013), Hello, My Name Is Frank (2014), Penumbra (2015) und Diani & Devine Meet the Apocalypse (2016).
Im Fernsehen ist sie für ihre Rolle Stella Rose in der Serie Fumbling Thru the Pieces (2011–2013) bekannt. Zu den zahlreichen weiteren Serien, in denen sie Auftritte hatte, gehören Comedy Factory (1986), Over My Dead Body (1990), Star Trek: Deep Space Nine (1993, 1999), Für alle Fälle Amy (1999, 2005), South of Nowhere (2006), Nikki & Nora: The N&N Files (2014) und Red Bird (2016).
1981 heiratete sie den Schauspieler Armin Shimerman, mit dem zusammen sie in etlichen Film- und Fernsehproduktionen auftrat. So z. B. 1986 in der Folge Garry Throws a Surprise Party der It’s Garry Shandling’s Show, dem 1987 erschienenen Film Wie der Vater, so der Sohn, in dem sie die Eltern des Trigger spielen, der Folge Auge des Universums der Serie Star Trek: Deep Space Nine (1993), den Filmen Breathing Hard (2001) und The Works (2004), der Dokumentationsserie Proposition 8 Trial Re-Enactment aus dem Jahr 2010, je zwei Folgen der Fernsehserien Nikki & Nora: The N&N Files (2014) und Red Bird (2016) sowie dem Film Diani & Devine Meet the Apocalypse aus dem Jahr 2016.
Im Englischen synchronisierten die beiden ebenfalls in dem 2000 erschienenen Videospiel Star Trek: Deep Space Nine – The Fallen in dem Swink mehrere Rollen spricht.

## Filmografie

### Filme
- 1987: Casanova Junior (In the Mood)
- 1987: Wie der Vater, so der Sohn (Like Father Like Son)
- 1988: Patty (Patty Hearst)
- 1988: Dance ’Til Dawn (Fernsehfilm)
- 1999: Die Silicon Valley Story (Pirates of Silicon Valley, Fernsehfilm)
- 2001: Breathing Hard
- 2001: Geraubte Kindheit (Just Ask My Children, Fernsehfilm)
- 2003: Wave Babes
- 2004: The Works
- 2007: Boxboarders!
- 2010: Hard to Come By (Kurzfilm)
- 2011: The Selling
- 2011: Men of the Tree (Kurzfilm)
- 2013: I Am I
- 2014: Hello, My Name Is Frank
- 2015: Penumbra
- 2016: Diani & Devine Meet the Apocalypse

### Fernsehserien
- 1986: Disney-Land (eine Folge)
- 1986: Comedy Factory (eine Folge)
- 1986: It’s Garry Shandling’s Show (eine Folge)
- 1987: California Bulls (1st & Ten, eine Folge)
- 1988: Something Is Out There (eine Folge)
- 1989: Mann muss nicht sein (Designing Women, eine Folge)
- 1990: Lifestories (eine Folge)
- 1990: Over My Dead Body (2 Folgen)
- 1993, 1999: Star Trek: Deep Space Nine (2 Folgen)
- 1995: Babylon 5 (eine Folge)
- 1996: Dream On (eine Folge)
- 1996: Beziehungsweise (Relativity, eine Folge)
- 1997: High Incident – Die Cops von El Camino (High Incident, eine Folge)
- 1997: Social Studies (eine Folge)
- 1997: X-Factor: Das Unfassbare (Beyond Belief: Fact or Fiction, eine Folge)
- 1997: Total Security (eine Folge)
- 1998: Party of Five (eine Folge)
- 1999: Providence (eine Folge)
- 1999: Chicago Hope – Endstation Hoffnung (Chicago Hope, eine Folge)
- 1999, 2005: Für alle Fälle Amy (Judging Amy, 2 Folgen)
- 2001: Bull (eine Folge)
- 2001: Irgendwie L.A. (It’s Like, You Know …, eine Folge)
- 2001: The Agency – Im Fadenkreuz der C.I.A. (The Agency, eine Folge)
- 2001: JAG – Im Auftrag der Ehre (JAG, eine Folge)
- 2002: Becker (eine Folge)
- 2002: The District – Einsatz in Washington (The District, eine Folge)
- 2004: New York Cops – NYPD Blue (NYPD Blue, eine Folge)
- 2004: Die himmlische Joan (Joan of Arcadia, eine Folge)
- 2006: Without a Trace – Spurlos verschwunden (Without a Trace, eine Folge)
- 2006: Monk (eine Folge)
- 2006: South of Nowhere (2 Folgen)
- 2007: Crossing Jordan – Pathologin mit Profil (Crossing Jordan, eine Folge)
- 2007: The Riches (eine Folge)
- 2009: Leverage (eine Folge)
- 2009: Hawthorne (HawthoRNe, eine Folge)
- 2010: Proposition 8 Trial Re-Enactment (Dokumentationsserie)
- 2010: Outlaw (eine Folge)
- 2011: Law & Order: LA (eine Folge)
- 2011–2013: Fumbling Thru the Pieces (7 Folgen)
- 2012: Harry’s Law (eine Folge)
- 2014: Nikki & Nora: The N&N Files (2 Folgen)
- 2016: The Fosters (eine Folge)
- 2016: Red Bird (2 Folgen)